# Krnja Jela (Serbia)
Krnja Jela (cyr. Крња Јела) – wieś w Serbii, w okręgu zlatiborskim, w gminie Sjenica. W 2011 roku liczyła 33 mieszkańców.